# تصفيات أوروبا لكأس العالم 2010 المجموعة السادسة
المجموعة السادسة من تصفيات أوروبا لكأس العالم لكرة القدم 2010 هي مجموعة أوروبية مؤهلة لكأس العالم لكرة القدم 2010. تتألف المجموعة من كرواتيا، إنجلترا، أوكرانيا، بيلاروسيا، كازاخستان وأندورا.
فازت إنجلترا بالمجموعة والتي ضمنت تأهلها لكأس العالم لكرة القدم 2010. بينما تأهلت الوصيفة أوكرانيا إلى جولة الملحق الأوروبي.

## الترتيب
| الفريق    | نقاط | فرق | عليه | له | خ  | ت | ف | لعب |
| --------- | ---- | --- | ---- | -- | -- | - | - | --- |
| إنجلترا   | 27   | 28+ | 6    | 34 | 1  | 0 | 9 | 10  |
| أوكرانيا  | 21   | 15+ | 6    | 21 | 1  | 3 | 6 | 10  |
| كرواتيا   | 20   | 6+  | 13   | 19 | 2  | 2 | 6 | 10  |
| بيلاروس   | 13   | 5+  | 14   | 19 | 5  | 1 | 4 | 10  |
| كازاخستان | 3    | 18− | 29   | 11 | 8  | 0 | 2 | 10  |
| أندورا    | 0    | 36− | 39   | 3  | 10 | 0 | 0 | 10  |

## النتائح
أعلن عن قائمة المباريات يوم 14 يناير 2008 في زغرب، كرواتيا. في أغسطس 2008 تم تقديم موعد روزنامة المباريات الدولية أسبوع واحد من 12 أغسطس إلى 19 أغسطس 2009 وذالك في اجتماع اللجنة التنفيذية للفيفا يوم 27 مايو 2008.
| كازاخستان                          | 0 – 3 | أندورا |
| ---------------------------------- | ----- | ------ |
| أوستابينكو 14'، 30' · أوزدينوف 44' | تقرير |        |

| أوكرانيا               | 0 – 1 | بيلاروس |
| ---------------------- | ----- | ------- |
| شيفتشينكو 90+4' (ركل.) | تقرير |         |

| أندورا | 2 – 0 | إنجلترا         |
| ------ | ----- | --------------- |
|        | تقرير | ج. كول 49'، 55' |

| كرواتيا                                   | 0 – 3 | كازاخستان |
| ----------------------------------------- | ----- | --------- |
| ن. كوفاتش 13' · مودريتش 36' · بيتريتش 81' | تقرير |           |

| كازاخستان      | 3 – 1 | أوكرانيا                           |
| -------------- | ----- | ---------------------------------- |
| أوستابينكو 68' | تقرير | نازارينكو 45'، 80' · شيفتشينكو 54' |

| أندورا           | 3 – 1 | بيلاروس                                     |
| ---------------- | ----- | ------------------------------------------- |
| بويول 67' (ركل.) | تقرير | فيرخوفتسوف 37' · روديونوف 79' · ف. هليب 90' |

| كرواتيا        | 4 – 1 | إنجلترا                         |
| -------------- | ----- | ------------------------------- |
| ماندزوكيتش 78' | تقرير | والكوت 26'، 59'، 82' · روني 63' |

| إنجلترا                                                       | 1 – 5 | كازاخستان   |
| ------------------------------------------------------------- | ----- | ----------- |
| فرديناند 52' · كوتشما 64' (بالخطأ) · روني 76'، 86' · ديفو 90' | تقرير | كوكيييف 68' |

| أوكرانيا | 0 – 0 | كرواتيا |
| -------- | ----- | ------- |
|          | تقرير |         |

| كرواتيا                                             | 0 – 4 | أندورا |
| --------------------------------------------------- | ----- | ------ |
| راكيتيتش 16'، 87' (ركل.) · أوليتش 32' · مودريتش 75' | تقرير |        |

| بيلاروس   | 3 – 1 | إنجلترا                    |
| --------- | ----- | -------------------------- |
| سيتكو 28' | تقرير | جيرارد 11' · روني 50'، 74' |

| كازاخستان   | 5 – 1 | بيلاروس                                                        |
| ----------- | ----- | -------------------------------------------------------------- |
| عبدولين 10' | تقرير | أ. هليب 48' · كالاتشيف 54'، 64' · ستاسيفيتش 57' · روديونوف 88' |

| أندورا | 2 – 0 | كرواتيا                    |
| ------ | ----- | -------------------------- |
|        | تقرير | كلاسنيتش 15' · إدواردو 35' |

| إنجلترا               | 1 – 2 | أوكرانيا      |
| --------------------- | ----- | ------------- |
| كراوتش 29' · تيري 85' | تقرير | شيفتشينكو 74' |

| كازاخستان | 4 – 0 | إنجلترا                                                |
| --------- | ----- | ------------------------------------------------------ |
|           | تقرير | باري 40' · هيسكي 45+1' · روني 72' · لامبارد 77' (ركل.) |

| بيلاروس                                               | 1 – 5 | أندورا               |
| ----------------------------------------------------- | ----- | -------------------- |
| بليزنيوك 2'، 76' · كالاتشيف 44' · كورنيلينكو 50'، 65' | تقرير | إ. ليما 90+3' (ركل.) |

| كرواتيا                  | 2 – 2 | أوكرانيا                |
| ------------------------ | ----- | ----------------------- |
| بيتريتش 2' · مودريتش 68' | تقرير | شيفتشينكو 13' · غاي 54' |

| أوكرانيا           | 1 – 2 | كازاخستان      |
| ------------------ | ----- | -------------- |
| نازارينكو 33'، 47' | تقرير | نوسيرباييف 19' |

| إنجلترا                                                 | 0 – 6 | أندورا |
| ------------------------------------------------------- | ----- | ------ |
| روني 4'، 39' · لامبارد 29' · ديفو 73'، 76' · كراوتش 81' | تقرير |        |

| بيلاروس        | 3 – 1 | كرواتيا                       |
| -------------- | ----- | ----------------------------- |
| فيرخوفتسوف 81' | تقرير | أوليتش 22'، 85' · إدواردو 69' |

| أوكرانيا                                                                                      | 0 – 5 | أندورا |
| --------------------------------------------------------------------------------------------- | ----- | ------ |
| يارمولينكو 18' · ميليفسكي 45+2'، 90+2' (ركل.) · شيفتشينكو 72' (ركل.) · سيليزنيوف 90+4' (ركل.) | تقرير |        |

| كرواتيا      | 0 – 1 | بيلاروس |
| ------------ | ----- | ------- |
| راكيتيتش 24' | تقرير |         |

| بيلاروس | 0 – 0 | أوكرانيا |
| ------- | ----- | -------- |
|         | تقرير |          |

| أندورا     | 3 – 1 | كازاخستان                          |
| ---------- | ----- | ---------------------------------- |
| سونيخي 70' | تقرير | خيزنيتشينكو 14'، 35' · بالتييف 29' |

| إنجلترا                                             | 1 – 5 | كرواتيا     |
| --------------------------------------------------- | ----- | ----------- |
| لامبارد 7' (ركل.)، 59' · جيرارد 18'، 67' · روني 77' | تقرير | إدواردو 71' |

| بيلاروس                                         | 0 – 4 | كازاخستان |
| ----------------------------------------------- | ----- | --------- |
| بارداتشوف 23' · كالاتشيف 69'، 90+3' · كوفيل 86' | تقرير |           |

| أوكرانيا      | 0 – 1 | إنجلترا |
| ------------- | ----- | ------- |
| نازارينكو 29' | تقرير |         |

| أندورا | 6 – 0 | أوكرانيا                                                                                          |
| ------ | ----- | ------------------------------------------------------------------------------------------------- |
|        | تقرير | شيفتشينكو 22' · هوسييف 61' · إ. ليما 69' (بالخطأ) · راكيتسكي 80' · سيليزنيوف 81' · يارمولينكو 83' |

| كازاخستان       | 2 – 1 | كرواتيا                          |
| --------------- | ----- | -------------------------------- |
| خيزنيتشينكو 26' | تقرير | فوكوييفيتش 10' · كرانيتشار 90+3' |

| إنجلترا                          | 0 – 3 | بيلاروس |
| -------------------------------- | ----- | ------- |
| كراوتش 4'، 76' · رايت فيليبس 60' | تقرير |         |